# 제주우체국
제주우체국(濟州郵遞局, Jeju Post Office)은 대한민국 제주특별자치도 제주시 삼도동에 있는 제주시의 우편서비스와 우체국예금보험 업무를 담당하는 제주지방우정청 소속 우체국이다.

## 연혁
- 1898년 6월 1일 : 정의임시우체사 설치[2]
- 1902년 8월 15일: 제주우체사 설치[3]
- 1903년 9월 1일: 제주우체사를 제주우편취급소로 명칭 변경
- 1905년 6월 6일: 제주우편취급소를 목포우편국 제주출장소로 변경[4], 정의임시우체소 설치[5]
- 1906년 12월 1일 : 정의임시우체소를 정의우체소로 명칭 변경[6]
- 1907년 1월 1일: 목포우편제주출장소를 제주우편국으로 승격[7]
- 1915년 1월 21일 : 정의우체소를 제주군 정의면 성읍리에서 구좌면 김녕리로 이전하고 김녕우편소로 명칭 변경[8]
- 1927년 6월 16일 : 애월우편소 설치[9]
- 1932년 7월 1일 : 제주고산우편소 설치[10]
- 1941년 2월 1일 : 김녕우편소를 김녕우편국으로, 애월우편소를 애월우편국으로, 제주고산우편소를 제주고산우편국으로 명칭 변경[11]
- 1952년 6월 1일 : 세화우체국 개국[12]
- 1960년 3월 10일 : 신창우체국 개국[13]
- 1962년 12월 17일: 제주우편국을 제주우체국으로 명칭변경
- 1986년 7월 1일 : 제주우체국 신제주분국을 신제주우체국으로 명칭 변경[14]
- 1977년 7월 16일 : 제주우체국 공항분국 개국[15]
- 1987년 12월 30일 : 제주전문대학우편취급소 개국[16]
- 1988년 9월 20일: 제주우체국 청사개축
- 1990년 12월 31일: 제주우체국을 제주체신청으로 승격[17]
- 1980년 10월 25일 : 제주우체국 신제주분국 개국
- 1986년 7월 1일 : 제주동광우체국 개국[18]
- 1986년 9월 10일 : 제주우체국 제주법원분국 개국[19]
- 1989년 12월 30일 : 제주우체국 공항분국을 제주공항우체국으로 명칭 변경[20]
- 1993년 12월 1일 : 동제주신협우편취급소, 제주관광전문대우편취급소 개국[21]
- 1993년 12월 27일 : 제주도남동우체국 개국
- 1994년 12월 16일 : 제주노형동우체국 개국
- 1997년 7월 1일: 제주우체국 부활개국[22]
- 1999년 1월 1일 : 제주공항우체국, 제주대학우체국 폐국[23]
- 1999년 1월 2일 : 제주대학교우편취급소 개국[24]
- 1999년 2월 1일 : 제주공항우편취급소 신설
- 2001년 5월 1일: 제주우체국 영업과,우편물류과,마케팅지원실(2과1실)로 직제개편
- 2001년 8월 1일: 한림귀덕우체국이 한림우체국과 통합, 세화하도우체국이 세화우체국과 통합되어 폐국[25]
- 2001년 8월 20일 : 제주귀덕우편취급소 신설
- 2003년 6월 2일: 소포물류센터(소포과) 신설
- 2003년 7월 7일: 제주우체국 영업과,우편물류과,경영지도실(2과1실)로 직제개편
- 2004년 12월 1일: 제주우체국 영업과,우편물류과,소포과,경영지도실(3과1실)로 직제개편
- 2014년 5월 8일: 제주우체국 관서급 격상(5급 → 4급)
- 2014년 10월 6일: 정부제주청사우체국 남동우체국과 업무통합으로 인해 폐국[26]
- 2015년 4월 9일 : 제주저청우편취급국 폐국[27]
- 2015년 4월 27일 : 제주시 신산로1길 소재 제주동문우체국을 제주시 화삼로 1 로 이전 및 제주화북동우체국으로 명칭 변경[28]
- 2016년 7월 1일: 제주우도우체국, 제주고산우체국, 협재우체국, 신창우체국 점심시간 휴무 시행[29]
- 2017년 6월 1일: 조천우체국 점심시간 휴무 시행[30]
- 2018년 12월 1일: 애월우체국, 하귀우체국, 함덕우체국, 세화우체국 점심시간 휴무 시행[31]
- 2019년 6월 28일 : 제주법원우체국 폐국[32]
- 2019년 9월 1일 : 제주지방법원출장소 점심시간 휴무 시행[33]
- 2020년 6월 1일 : 제주우도우체국, 추자도우체국 점심시간 휴무 시행[34]
- 2020년 8월 31일: 우편구역을 다음과 같이 고시[35]

| 배달국         | 배달구역         | 구역번호                          |
| -------------- | ---------------- | --------------------------------- |
| 제주우체국     | 제주시 동 전지역 | 63061 63068 ~ 63072 63074 ~ 63330 |
| 제주우체국     | 조천읍           | 63331 ~ 63346                     |
| 한림우체국     | 한림읍           | 63010 ~ 63033                     |
| 한림우체국     | 한경면           | 63002 ~ 63009                     |
| 하귀우체국     | 애월읍           | 63034 ~ 63060 63062 ~ 63067 63073 |
| 김녕우체국     | 구좌읍           | 63347 ~ 63364                     |
| 제주우도우체국 | 우도면           | 63365                             |
| 추자도우체국   | 추자면           | 63000 ~ 63001                     |

## 관할 우체국
| 우체국명                 | 사진 | 주소                                                                 | 비고                                                 |
| ------------------------ | ---- | -------------------------------------------------------------------- | ---------------------------------------------------- |
| 김녕우체국               |      | 제주특별자치도 제주시 구좌읍 김녕로 86                               |                                                      |
| 동제주신협우편취급소     |      | 제주도 제주시                                                        |                                                      |
| 세화우체국               |      | 제주특별자치도 제주시 구좌읍 구좌로 26-4                             | 점심시간 휴무 시행                                   |
| 세화하도우체국           |      | 제주도 북제주군 구좌읍 하도리 1428-1                                 | 2001년 8월 1일 폐국                                  |
| 신제주우체국             |      | 제주특별자치도 제주시 선덕로 5 (연동)                                |                                                      |
| 신창우체국               |      | 제주특별자치도 제주시 한경면 두신로 71                               | 점심시간 휴무 시행                                   |
| 애월우체국               |      | 제주특별자치도 제주시 애월읍 애월로11길 8                            | 점심시간 휴무 시행                                   |
| 정부제주청사출장소       |      | 제주특별자치도 제주시 청사로59 지하1층(도남동, 정부제주지방합동청사) | 2014년 10월 6일 폐국                                 |
| 제주고산우체국           |      | 제주특별자치도 제주시 한경면 고산로 27                               | 점심시간 휴무 시행                                   |
| 제주공항우체국           |      | 제주도 제주시 용담이동 2002                                          | 1999년 1월 1일 폐국                                  |
| 제주공항우편취급국       |      | 제주특별자치도 제주시 공항로 2 (용담이동)                            | 1999년 2월 1일 신설                                  |
| 제주관광대학교우편취급국 |      | 제주특별자치도 제주시 애월읍 평화로 2715                             | 1993년 12월 1일 신설                                 |
| 제주국제대학교우편취급국 |      | 제주특별자치도 제주시 516로 2870 (영평동)                            |                                                      |
| 제주귀덕우편취급소       |      | 제주도 제주시 한림읍 귀덕리                                          |                                                      |
| 제주노형동우체국         |      | 제주특별자치도 제주시 월랑로 20 (노형동)                             |                                                      |
| 제주대학우체국           |      | 제주도 제주시 아라일동 1                                             | 1999년 1월 1일 폐국                                  |
| 제주대학교우편취급국     |      | 제주특별자치도 제주시 제주대학로 102 (아라일동)                      | 1999년 1월 2일 신설                                  |
| 제주도남동우체국         |      | 제주특별자치도 제주시 도남로 87 (도남동)                             | 1993년 12월 27일 신설                                |
| 제주동광우체국           |      | 제주특별자치도 제주시 동광로 136-1 (일도이동)                        |                                                      |
| 제주법원우체국           |      | 제주특별자치도 제주시 남광북5길 3 (이도이동)                         | 2019년 6월 28일 폐국                                 |
| 제주지방법원출장소       |      | 제주특별자치도 제주시 남광북5길 3 (이도이동)                         | 점심시간 휴무 시행                                   |
| 제주봉개동취급국         |      | 제주특별자치도 제주시 아봉로 761(봉개동)                             |                                                      |
| 제주삼담우체국           |      | 제주특별자치도 제주시 남성로 6 (용담일동)                            |                                                      |
| 제주삼성우체국           |      | 제주특별자치도 제주시 광양7길 3 (이도이동)                           |                                                      |
| 제주아라1동우편취급국    |      | 제주특별자치도 제주시 중앙로 579 (아라일동)                          |                                                      |
| 제주연동우체국           |      | 제주특별자치도 제주시 1100로 3307 (노형동)                           |                                                      |
| 제주외도동우편취급국     |      | 제주특별자치도 제주시 우정로 59 (외도일동)                           |                                                      |
| 제주용담2동우편취급국    |      | 제주특별자치도 제주시 용문로 150 (용담이동)                          |                                                      |
| 제주우도우체국           |      | 제주특별자치도 제주시 우도면 우도로 142                              | 점심시간 휴무 시행                                   |
| 제주일도2동우편취급국    |      | 제주특별자치도 제주시 연신로 9-1 (일도이동)                          |                                                      |
| 제주저청우편취급국       |      | 제주특별자치도 제주시 한경면 중산간서로 3610                         | 2015년 4월 9일 폐국                                  |
| 제주제원우편취급국       |      | 제주특별자치도 제주시 신광로6길 25 (연동,제원아파트)                 |                                                      |
| 제주화북동우체국         |      | 제주특별자치도 제주시 화삼로 1                                       | 2015년 4월 27일 제주동문우체국에서 명칭 변경 및 이전 |
| 조천우체국               |      | 제주특별자치도 제주시 조천읍 신북로 251                              | 점심시간 휴무 시행                                   |
| 추자도우체국             |      | 제주특별자치도 제주시 추자면 대서2길 11                              | 점심시간 휴무 시행                                   |
| 하귀우체국               |      | 제주특별자치도 제주시 애월읍 항몽로 26                               | 점심시간 휴무 시행                                   |
| 한림우체국               |      | 제주특별자치도 제주시 한림읍 한림중앙로 30                           |                                                      |
| 한림귀덕우체국           |      | 제주도 북제주군 한림읍 귀덕리 1183-2                                 | 2001년 8월 1일 폐국                                  |
| 함덕우체국               |      | 제주특별자치도 제주시 조천읍 신북로 480                              | 점심시간 휴무 시행                                   |
| 협재우체국               |      | 제주특별자치도 제주시 한림읍 한림로 402                              | 점심시간 휴무 시행                                   |

## 조직
- 소포영업과
- 영업과
- 우편물류과
- 경영지도실

## 같이 보기
- 우정사업본부
- 제주지방우정청